# 交響詩岩見沢
『交響詩岩見沢』（こうきょうし いわみざわ）は、北海道岩見沢市の開基90年、市制30周年を祝して1973年に加藤愛夫が作詞、川越守が作曲した日本の合唱組曲。

## 概要
序章「コタン」・第1章「村の誕生」・第2章「故郷の栄光」・第3章「北国の象徴」で構成され、岩見沢の過去・現在・未来を表現したものとなっている。
1973年（昭和48年）3月に作詩が開始され6月に岩見沢文化連盟に寄贈され川越守に作曲を依頼、8月に開基90年・市制30年式典にて朗読形式で披露、9月に作曲が完成。12月4日に岩見沢文化連盟主催「交響詩岩見沢作詩者加藤愛夫先生を囲む夕べ」にてピアノ伴奏と独唱による形で楽曲としての初披露が行われた。
1974年（昭和49年）には11月2日に岩見沢市民会館で本格的に初演。演奏は北海道大学交響楽団、指揮は川越守。演奏披露会のために岩見沢市民から公募した中高生および一般市民からなる約300人の“交響詩「岩見沢」合唱団”が結成された。その際の“交響詩「岩見沢」披露演奏会実況録音”は、翌年ビクターレーベルでレコード化されている。また、演奏会では加藤愛夫による朗読があり、同レコードにも含まれている。その後も10年毎の開基・市制記念式典にて合唱付き演奏が行われている他、北海道21世紀博覧会やいわみざわ公園野外音楽堂キタオンこけら落とし式典などの市内の大型イベントの際にも用いられ、岩見沢市内の中学校での卒業式や市民文化祭でも歌われている。
1977年には鳩が丘地区の総合公園に歌碑が設置され、同年には同曲の普及活動を行うべく市内の合唱団らにより「交響詩岩見沢の会」が結成され同曲の合唱を含む演奏会を主催し延べ15,000人が歌唱したものの、会員や参加者の高齢化に伴い2019年の第42回演奏会をもって解散となった。
2011年（平成23年）には岩見沢市内のNPO法人「はまなすアート&ミュージック・プロダクション」（現・ハマナスアート）により岩見沢大合唱団「結」が結成され、岩見沢市開基130年・市制70周年となる2013年（平成25年）にはいわみざわ公園野外音楽堂「キタオン」において、札幌交響楽団の伴奏と岩見沢大合唱団「結」の合唱で披露された。
2023年（令和5年）には本曲を原案とした絵本「いわみざわの詩」がハマナスアートにより出版された。交響詩岩見沢の会の解散や新型コロナウイルスによる演奏機会の減少等を受け若年層への普及を目的として絵本の制作を行うこととし、みねのブランディングの真野隆徳が作画、真野美穂子が脚本・脚色を担当し市内の図書館・小学校・幼稚園・保育園・幼児施設に配本され、同年の開庁140周年・市制80周年式典では絵本版の読み聞かせを交えた形で演奏された。

## 構成
歌詞は岩見沢への賛歌として、開拓以来の土地の姿を想像し石炭発見・鉄道開設から開拓者入地の歴史を辿るとともに、街作りや故郷としての栄光の土地を表現し、北海道の象徴的な理想の都市としての未来への夢や希望とを織り込みながら、岩見沢市民憲章を柱に据えた作詞を行った。
- 序章「コタン」 - 大雪山から流れ落ち平野を曲折しながら密林や沃野を作りながら石狩湾に注ぐ開拓以前の石狩川の姿や、石狩川と共に平和な暮らしを営んだアイヌの姿を描いた[7]。
- 第1章「村の誕生」 - 幾春別川から石狩川へ至る鬱蒼とした原生林の情景や、移民による入植や越冬の辛苦と待ちわびた春の喜びを描いた[7][8]。
- 第2章「故郷の栄光」 - 開拓民による郷愁の念を抱きながらの長い辛苦を礎として、市街地や農地が整備され交通の要所に発展した現代の岩見沢に至る様子を描いた[7][8]。
- 第3章「北国の象徴」 - 冬の厳しさに耐えながら成長する子供達に向けて、福寿草になぞらえて夢を持ちながら故郷の全てを愛する未来への希望を歌い上げる[7][8]。